# Northern Star
Northern Star är det första soloalbumet av den engelska sångerskan Melanie C, utgivet den 18 oktober 1999 på Virgin Records. Till skillnad från Spice Girls distinkta popsound är Northern Star en kombination av flera genrer, bland annat rock, ambient-influerad elektronisk musik och R&B. "Northern Star" är även namnet på en av låtarna på albumet. Albumet blev en stor säljsuccé och såldes i nära tre miljoner exemplar i världen. Albumet nådde bland annat nummer ett på den svenska albumlistan.

## Låtlista
| Nr           | Titel                                               | Kompositör                                                        | Producent(er)                                       | Längd |
| ------------ | --------------------------------------------------- | ----------------------------------------------------------------- | --------------------------------------------------- | ----- |
| 1.           | Go!                                                 | Melanie Chisholm, William Orbit                                   | Orbit                                               | 3:39  |
| 2.           | Northern Star                                       | Chisholm, Rick Nowels                                             | Marius de Vries                                     | 4:41  |
| 3.           | Goin' Down                                          | Chisholm, Richard Stannard, Julian Gallagher                      | De Vries                                            | 3:35  |
| 4.           | I Turn to You                                       | Chisholm, Nowels, Billy Steinberg                                 | Nowels                                              | 5:49  |
| 5.           | If That Were Me                                     | Chisholm, Nowels                                                  | Nowels                                              | 4:31  |
| 6.           | Never Be the Same Again (med Lisa "Left Eye" Lopes) | Chisholm, Rhett Lawrence, Paul F Cruz, Lisa Lopes, Lorenzo Martin | Rhett Lawrence                                      | 4:52  |
| 7.           | Why                                                 | Chisholm, Dave Munday, Phil Thornalley                            | De Vries                                            | 5:27  |
| 8.           | Suddenly Monday                                     | Chisholm, Matt Rowe, Richard Stannard, Julian Gallagher           | Rick Rubin                                          | 2:36  |
| 9.           | Ga Ga                                               | Chisholm, Thornalley, Munday                                      | Rubin                                               | 3:50  |
| 10.          | Be the One                                          | Chisholm, Thornalley, Munday                                      | Rubin                                               | 3:35  |
| 11.          | Closer                                              | Chisholm, Nowels, Steinberg                                       | De Vries                                            | 5:41  |
| 12.          | Feel the Sun                                        | Chisholm, Nowels                                                  | Craig Armstrong, Patrick McCarthy, Damian LeGassick | 5:02  |
| Total längd: | Total längd:                                        | Total längd:                                                      | Total längd:                                        | 53:18 |

| 13.          | Never Be the Same Again (Single mix) | Chisholm, Lawrence, Cruz, Lopes, Martin | Lawrence             | 4:14  |
| 14.          | I Turn to You (Hex Hector Radio Mix) | Chisholm, Nowels, Steinberg             | De Vries, Hex Hector | 4:12  |
| Total längd: | Total längd:                         | Total längd:                            | Total längd:         | 61:44 |

Japansk utgåva
| 1.           | Go!                                                 | Chisholm, Orbit                         | Orbit                          | 3:39  |
| 2.           | Northern Star                                       | Chisholm, Nowels                        | De Vries                       | 4:41  |
| 3.           | Goin' Down                                          | Chisholm, Stannard, Gallagher           | De Vries                       | 3:35  |
| 4.           | I Turn to You                                       | Chisholm, Nowels, Billy Steinberg       | Nowels                         | 5:49  |
| 5.           | If That Were Me                                     | Chisholm, Nowels                        | Nowels                         | 4:31  |
| 6.           | Never Be the Same Again (med Lisa "Left Eye" Lopes) | Chisholm, Lawrence, Cruz, Lopes, Martin | Lawrence                       | 4:52  |
| 7.           | Why                                                 | Chisholm, Munday, Thornalley            | De Vries                       | 5:27  |
| 8.           | Suddenly Monday                                     | Chisholm, Rowe, Stannard, Gallagher     | Rubin                          | 2:36  |
| 9.           | Follow Me                                           | Chisholm, Steinberg, Bryan Adams        | De Vries                       | 4:47  |
| 10.          | Ga Ga                                               | Chisholm, Thornalley, Munday            | Rubin                          | 3:50  |
| 11.          | Be the One                                          | Chisholm, Thornalley, Munday            | Rubin                          | 3:35  |
| 12.          | Closer                                              | Chisholm, Nowels, Steinberg             | De Vries                       | 5:41  |
| 13.          | Feel the Sun                                        | Chisholm, Nowels                        | Armstrong, McCarthy, LeGassick | 5:02  |
| Total längd: | Total längd:                                        | Total längd:                            | Total längd:                   | 58:05 |

## Singlar
Fem singlar gavs ut baserat på låtar på albumet.
- "Goin' Down"
- "Northern Star" (nådde nr 7 på svenska singellistan)
- "Never Be the Same Again" (nådde nr 1 på svenska singellistan)
- "I Turn to You" (nådde nr 1 på svenska singellistan)
- "If That Were Me"